# Joël Bats
Pour les articles homonymes, voir Bats.
Joël Bats, né le 4 janvier 1957 à Mont-de-Marsan, est un footballeur puis entraîneur français. Il évolue au poste de gardien de but du milieu des années 1970 au début des années 1990.
Formé au FC Sochaux-Montbéliard, il évolue ensuite à l'AJ Auxerre puis au Paris SG avec qui il est champion de France en 1986.
Il compte 50 sélections en équipe de France avec qui il remporte le Championnat d'Europe 1984 et la coupe intercontinentale en 1985. Il termine également avec les Bleus troisième de la Coupe du monde 1986.
Reconverti entraîneur, il codirige le Paris SG et gagne la Coupe de France en 1998. Il a été de 2000 à 2017 l'entraîneur des gardiens de buts de l'Olympique lyonnais.

## Biographie

### Naissance
Joël Bats naît le 4 janvier 1957 à Mont-de-Marsan.

### Débuts de carrière
À l'aise dans tous les sports dans sa jeunesse (il est même Champion d'Aquitaine de javelot en catégorie jeune), Joël Bats s'initie au football dans sa commune natale. Il joue au rugby pendant la semaine avec son école et au football au Stade Montois à Mont-de-Marsan les week-ends dans le Championnat des Landes au poste d'ailier gauche. Il tient pour la première fois le rôle de gardien à la suite de la blessure d'un titulaire. Sélectionné avec les cadets du Sud-Ouest, il joue avec des futurs espoirs comme Félix Lacuesta et Jean-François Larios.
Il effectue un essai à Saint-Étienne qui s'avère non concluant et décide de partir au centre de formation du FC Sochaux. Il est formé par Pierre Tournier et devient professionnel. Il fait ses débuts en 1re division à l'âge de 19 ans, en septembre 1976 contre l'ogre Stéphanois, tout juste auréolé de sa finale de Coupe des Clubs Champions quelques mois plus tôt. Il doit faire face à la concurrence d'Albert Rust, l'autre portier du club sochalien, avec lequel il est aligné en alternance. Il est sélectionné en équipe de France B en février 1977.

### L'AJ Auxerre
En 1980, il est engagé par l'AJ Auxerre, qui vient d'accéder en première division. Il joue 184 matchs pour l'AJA en l'espace de cinq saisons, les progrès du club lui permettent même de disputer ses premiers matchs de coupe d'Europe.

### Le Paris Saint-Germain
Il rejoint le Paris Saint-Germain et aide le club entraîné par Gérard Houllier à remporter le championnat de France lors de sa première saison, en 1986. Bats demeure le gardien titulaire du PSG jusqu'au terme de sa carrière, à la fin de la saison 1991-1992 et un énième match face au FC Nantes. Bernard Lama, qui dispose d'un pré-contrat avec le PSG depuis 1991 et qui joue la saison 1991-1992 comme titulaire au RC Lens, lui succède.
En 2022, le magazine So Foot le classe dans le top 1000 des meilleurs joueurs du championnat de France, à la 92e place.

### L'Équipe de France
Durant son séjour à Auxerre, il est appelé en équipe de France A, après avoir fait partie des sélections juniors, militaires et espoirs. Ses premières sélections à l'occasion de matchs amicaux lui permettent d'obtenir une place sur la liste des sélectionnés pour le championnat d'Europe des nations. Avec son coéquipier de l'AJA Jean-Marc Ferreri, il fait partie de l'équipe qui remporte l'Euro 1984.
Il participe à la coupe du monde 1986, où la France termine à la troisième place. Il se fait remarquer durant la compétition en stoppant un penalty de Zico lors de la seconde mi-temps du quart de finale France-Brésil, disputé le 21 juin 1986. Au total, il est appelé à cinquante reprises sous le maillot national entre 1983 et 1989.

### La reconversion
Après sa carrière de joueur, Joël Bats prend place dans l'encadrement du club parisien. Il est l'adjoint d'Artur Jorge, puis de Luis Fernandez, avant d'être nommé entraîneur en juin 1996, aux côtés d'un autre ancien du club, le brésilien Ricardo. Emmené par Raí, le PSG termine second du championnat 1996-1997 et atteint la finale de la Coupe d'Europe des vainqueurs de coupe. Après un championnat 1997-1998 décevant, et le départ du président Michel Denisot, le duo Bats-Ricardo est remplacé en juin 1998 par Alain Giresse.
En juin 1998, il prend les rênes de La Berrichonne de Châteauroux tout juste relégué en deuxième division et prétendant à la remontée dans l'élite. Le club termine à la 8e position à l'issue de la saison, mais Bats repart pour une année afin d'atteindre l'objectif initial.
Finalement il est licencié en septembre 1999 par La Berrichonne de Châteauroux et Bats est engagé en tant qu'entraîneur des gardiens par l'Olympique lyonnais. Depuis 2000, il exerce cette fonction sous les directions successives de Jacques Santini, Paul Le Guen, Gérard Houllier, Alain Perrin, Claude Puel, Rémi Garde, Hubert Fournier puis Bruno Génésio.
Pendant quelques mois en 2011, il devient le vrai faux-entraîneur de l'Olympique lyonnais en compagnie de son adjoint, Rémi Garde, qui possède le titre de "directeur technique". En effet, Rémi Garde ne peut pas entraîner un club professionnel, faute d'avoir les diplômes nécessaires.
En décembre 2017, il rompt son contrat avec l'Olympique lyonnais pour rejoindre Rémi Garde à l'Impact de Montréal. Grégory Coupet, que Bats a longtemps entraîné, prend sa succession à l'Olympique lyonnais.
Lors du renvoi du poste d'entraîneur-chef de Rémi Garde en août 2019, le club annonce que Joël Bats ne restera pas à son poste.

### Autres activités
Dans un registre tout autre, Joël Bats s'est également lancé dans la chanson, en enregistrant une chanson destinée aux enfants intitulée L'escargot, ainsi qu'un disque de ses poèmes personnels : Solitude. Il a écrit un livre : Gardien de ma vie.
Il est un des parrains de l'association « Huntington Avenir », qui organise chaque année le Foot-Concert à Lyon.

## Palmarès de joueur

### En club
- Champion de France en 1986 avec le Paris Saint-Germain
- Vice-champion de France en 1980 avec le FC Sochaux et en 1989 avec le Paris Saint-Germain
- Finaliste du Trophée des Champions en 1986 avec le Paris Saint-Germain
- Vainqueur du Tournoi International de Paris en 1986 avec le Paris Saint-Germain
- Finaliste de la Coupe Gambardella en 1975 avec le FC Sochaux

### EnÉquipe de France
- 50 sélections entre 1983 et 1989
- Champion d'Europe des Nations en 1984
- Vainqueur de la Coupe Intercontinentale des Nations en 1985
- Troisième de la Coupe du Monde en 1986
- Vainqueur du Tournoi de France en 1988

## Palmarès d'entraîneur

### En club
- Vice-champion de France en 1997 avec le Paris Saint-Germain
- Finaliste de la Coupe d'Europe des Vainqueurs de Coupe en 1997 avec le Paris Saint-Germain
- Vainqueur de la Coupe de la Ligue en 1998 avec le Paris Saint-Germain
- Vainqueur de la Coupe de France en 1998 avec le Paris Saint-Germain

## Statistiques

### En club
| Saison      | Club       | Pays | Championnat | Championnat | Championnat | Coupe(s) Nationale(s) | Coupe(s) Nationale(s) | Coupe d’Europe | Coupe d’Europe | Coupe d’Europe | France | France | TOTAL  | TOTAL |
| Saison      | Club       | Pays | Division    | Matchs      | Buts        | Matchs                | Buts                  | Coupe          | Matchs         | Buts           | Matchs | Buts   | Matchs | Buts  |
| ----------- | ---------- | ---- | ----------- | ----------- | ----------- | --------------------- | --------------------- | -------------- | -------------- | -------------- | ------ | ------ | ------ | ----- |
| 1976 - 1977 | FC Sochaux |      | Division 1  | 16          | 0           | 0                     | 0                     | C3             | 2              | 0              | -      | -      | 18     | 0     |
| 1977 - 1978 | FC Sochaux |      | Division 1  | 16          | 0           | 4                     | 0                     | -              | -              | -              | -      | -      | 20     | 0     |
| 1978 - 1979 | FC Sochaux |      | Division 1  | 21          | 0           | 0                     | 0                     | -              | -              | -              | -      | -      | 21     | 0     |
| 1979 - 1980 | FC Sochaux |      | Division 1  | 13          | 0           | 0                     | 0                     | -              | -              | -              | -      | -      | 13     | 0     |
| 1980 - 1981 | AJ Auxerre |      | Division 1  | 34          | 0           | 3                     | 0                     | -              | -              | -              | -      | -      | 37     | 0     |
| 1981 - 1982 | AJ Auxerre |      | Division 1  | 38          | 0           | 3                     | 0                     | -              | -              | -              | -      | -      | 41     | 0     |
| 1982 - 1983 | AJ Auxerre |      | Division 1  | 38          | 0           | 1                     | 0                     | -              | -              | -              | -      | -      | 39     | 0     |
| 1983 - 1984 | AJ Auxerre |      | Division 1  | 36          | 0           | 1                     | 0                     | -              | -              | -              | 12     | 0      | 49     | 0     |
| 1984 - 1985 | AJ Auxerre |      | Division 1  | 38          | 0           | 1                     | 0                     | C3             | 2              | 0              | 5      | 0      | 46     | 0     |
| 1985 - 1986 | Paris SG   |      | Division 1  | 38          | 0           | 8                     | 0                     | -              | -              | -              | 12     | 0      | 58     | 0     |
| 1986 - 1987 | Paris SG   |      | Division 1  | 31          | 0           | 3                     | 0                     | C1             | 2              | 0              | 6      | 0      | 43     | 0     |
| 1987 - 1988 | Paris SG   |      | Division 1  | 38          | 0           | 3                     | 0                     | -              | -              | -              | 4      | 0      | 45     | 0     |
| 1988 - 1989 | Paris SG   |      | Division 1  | 38          | 0           | 5                     | 0                     | -              | -              | -              | 7      | 0      | 50     | 0     |
| 1989 - 1990 | Paris SG   |      | Division 1  | 38          | 0           | 1                     | 0                     | C3             | 4              | 0              | 4      | 0      | 47     | 0     |
| 1990 - 1991 | Paris SG   |      | Division 1  | 37          | 0           | 3                     | 0                     | -              | -              | -              | -      | -      | 40     | 0     |
| 1991 - 1992 | Paris SG   |      | Division 1  | 34          | 0           | 2                     | 0                     | -              | -              | -              | -      | -      | 36     | 0     |
|             |            |      | TOTAL       | 504         | 0           | 38                    | 0                     | -              | 10             | 0              | 50     | 0      | 602    | 0     |

### En sélection
Joël Bats compte 50 sélections en équipe de France, dont 28 sans encaisser de but. Il concède un total de 36 buts.
| Date              | Stade                                                       | Adversaire                        | Score           | Compétition      |
| ----------------- | ----------------------------------------------------------- | --------------------------------- | --------------- | ---------------- |
| 7 septembre 1983  | Idraetspark - Copenhague, Danemark                          | Danemark                          | D 1-3           | A                |
| 5 octobre 1983    | Parc des Princes - Paris, France                            | Espagne                           | N 1-1           | A                |
| 12 novembre 1983  | Stade Maksimir - Zagreb, Yougoslavie                        | Yougoslavie                       | N 0-0           | A                |
| 29 février 1984   | Parc des Princes - Paris, France                            | Angleterre                        | V 2-0           | A                |
| 28 mars 1984      | Parc Lescure - Bordeaux, France                             | Autriche                          | V 1-0           | A                |
| 18 avril 1984     | Stade de la Meinau - Strasbourg, France                     | RFA                               | V 1-0           | A                |
| 1er juin 1984     | Stade Vélodrome - Marseille, France                         | Écosse                            | V 2-0           | A                |
| 12 juin 1984      | Parc des Princes - Paris, France                            | Danemark                          | V 1-0           | CE (1er tour)    |
| 16 juin 1984      | Stade de la Beaujoire - Nantes, France                      | Belgique                          | V 5-0           | CE (1er tour)    |
| 19 juin 1984      | Geoffroy Guichard - Saint-Étienne, France                   | Yougoslavie                       | V 3-2           | CE (1er tour)    |
| 23 juin 1984      | Stade Vélodrome - Marseille, France                         | Portugal                          | V 3-2 (a.p)     | CE (demi-finale) |
| 27 juin 1984      | Parc des Princes - Paris, France                            | Espagne                           | V 2-0           | CE (finale)      |
| 13 octobre 1984   | Stade Municipal - Luxembourg, Luxembourg                    | Luxembourg                        | V 4-0           | QCM              |
| 21 novembre 1984  | Parc des Princes - Paris, France                            | Bulgarie                          | V 1-0           | QCM              |
| 8 décembre 1984   | Parc des Princes - Paris, France                            | RDA                               | V 2-0           | QCM              |
| 3 avril 1985      | Stade Kosevo - Sarajevo, Yougoslavie                        | Yougoslavie                       | N 0-0           | QCM              |
| 2 mai 1985        | Stade Vasil Levski - Sofia, Bulgarie                        | Bulgarie                          | D 0-2           | QCM              |
| 21 août 1985      | Parc des Princes - Paris, France                            | Uruguay                           | V 2-0           | CI               |
| 11 septembre 1985 | Zentralstadion - Leipzig, République démocratique allemande | République démocratique allemande | D 0-2           | QCM              |
| 30 octobre 1985   | Parc des Princes - Paris, France                            | Luxembourg                        | V 6-0           | QCM              |
| 16 novembre 1985  | Parc des Princes - Paris, France                            | Yougoslavie                       | V 2-0           | QCM              |
| 26 février 1986   | Parc des Princes - Paris, France                            | Irlande du Nord                   | N 0-0           | A                |
| 26 mai 1986       | Parc des Princes - Paris, France                            | Argentine                         | V 2-0           | A                |
| 1er juin 1986     | Nou Camp de León - León, Mexique                            | Canada                            | V 1-0           | CM (1ertour)     |
| 6 juin 1986       | Nou Camp de León - León, Mexique                            | Union soviétique                  | N 1-1           | CM (1ertour)     |
| 10 juin 1986      | Nou Camp de León - León, Mexique                            | Hongrie                           | V 3-0           | CM (1ertour)     |
| 17 juin 1986      | Estadio Olimpico - Mexico, Mexique                          | Italie                            | V 2-0           | CM (1/8 finale)  |
| 21 juin 1986      | Estadio Jalisco - Guadalajara, Mexique                      | Brésil                            | N 1-1 (4-3 tab) | CM (1/4 finale)  |
| 25 juin 1986      | Estadio Jalisco - Guadalajara, Mexique                      | Allemagne                         | D 0-2           | CM (1/2 finale)  |
| 19 août 1986      | Stade de la Pontaise - Lausanne, Suisse                     | Suisse                            | D 0-2           | A                |
| 10 septembre 1986 | Laugardalsvöllur - Reykjavik, Islande                       | Islande                           | N 0-0           | QCE              |
| 11 octobre 1986   | Parc des Princes - Paris, France                            | Union soviétique                  | D 0-2           | QCE              |
| 19 novembre 1986  | Zentralstadion - Leipzig, République démocratique allemande | République démocratique allemande | N 0-0           | QCE              |
| 29 avril 1987     | Parc des Princes - Paris, France                            | Islande                           | V 2-0           | QCE              |
| 16 juin 1987      | Ullevaal Stadion - Oslo, Norvège                            | Norvège                           | D 0-2           | QCE              |
| 12 août 1987      | Olympia Stadion - Berlin, Allemagne de l'Ouest              | RFA                               | D 1-2           | A                |
| 9 septembre 1987  | Leninstadion - Moscou, Union soviétique                     | Union soviétique                  | N 1-1           | QCE              |
| 18 novembre 1987  | Parc des Princes - Paris, France                            | Allemagne de l'Est                | D 0-1           | QCE              |
| 23 mars 1988      | Parc Lescure - Bordeaux, France                             | Espagne                           | V 2-1           | A                |
| 24 août 1988      | Parc des Princes - Paris, France                            | Tchécoslovaquie                   | N 1-1           | A                |
| 28 septembre 1988 | Parc des Princes - Paris, France                            | Norvège                           | V 1-0           | QCM              |
| 22 octobre 1988   | Stade Makarion - Nicosie, Chypre                            | Chypre                            | N 1-1           | QCM              |
| 19 novembre 1988  | Stade JNA - Belgrade, Yougoslavie                           | Yougoslavie                       | D 2-3           | QCM              |
| 7 février 1989    | Dalymount Park - Dublin, Irlande                            | République d'Irlande              | N 0-0           | A                |
| 8 mars 1989       | Hampden Park - Glasgow, Écosse                              | Écosse                            | D 0-2           | QCM              |
| 29 avril 1989     | Parc des Princes - Paris, France                            | Yougoslavie                       | N 0-0           | QCM              |
| 16 août 1989      | Malmö Stadion - Malmö, Suède                                | Suède                             | V 4-2           | A                |
| 5 septembre 1989  | Ullevaal Stadion - Oslo, Norvège                            | Norvège                           | N 1-1           | QCM              |
| 11 octobre 1989   | Parc des Princes - Paris, France                            | Écosse                            | V 3-0           | QCM              |
| 18 novembre 1989  | Stadium - Toulouse, France                                  | Chypre                            | V 2-0           | QCM              |